# Lysandra insulana
Lysandra insulana är en fjärilsart som beskrevs av Ruggero Verity 1926. Lysandra insulana ingår i släktet Lysandra och familjen juvelvingar. Inga underarter finns listade i Catalogue of Life.